# Guillaume Chaine
Guillaume Chaine (París, 24 de octubre de 1986) es un deportista francés que compite en judo.
Participó en los Juegos Olímpicos de Tokio 2020, obteniendo una medalla de oro en la prueba de equipo mixto.
En los Juegos Europeos de Minsk 2019 consiguió una medalla de bronce en la prueba de equipo mixto. Ganó una medalla de oro en el Campeonato Europeo de Judo por Equipo Mixto de 2022.

## Palmarés internacional
| Juegos Olímpicos                    | Juegos Olímpicos    | Juegos Olímpicos  | Juegos Olímpicos |
| Año                                 | Lugar               | Medalla           | Categoría        |
| ----------------------------------- | ------------------- | ----------------- | ---------------- |
| 2020                                | Tokio (Japón)       | Medalla de oro    | Equipo mixto     |
| Juegos Europeos                     |                     |                   |                  |
| Año                                 | Lugar               | Medalla           | Categoría        |
| 2019                                | Minsk (Bielorrusia) | Medalla de bronce | Equipo mixto     |
| Campeonato Europeo por Equipo Mixto |                     |                   |                  |
| Año                                 | Lugar               | Medalla           | Categoría        |
| 2022                                | Mulhouse (Francia)  | Medalla de oro    | Equipo mixto     |